# Subaru Vivio
La Subaru Vivio  è una autovettura keicar prodotta dalla casa automobilistica giapponese Subaru dal 1992 al 1998.

## Storia
La Subaru Vivio debutta in Giappone nel marzo del 1992 ed ha sostituito la precedente Subaru Rex (venduta in Italia come Subaru M80); si tratta di una keicar disponibile con carrozzeria a tre e cinque porte prodotta nello storico stabilimento Subaru di Ōta, Gunma ed è stata esportata in molti paesi del mondo, Europa inclusa.

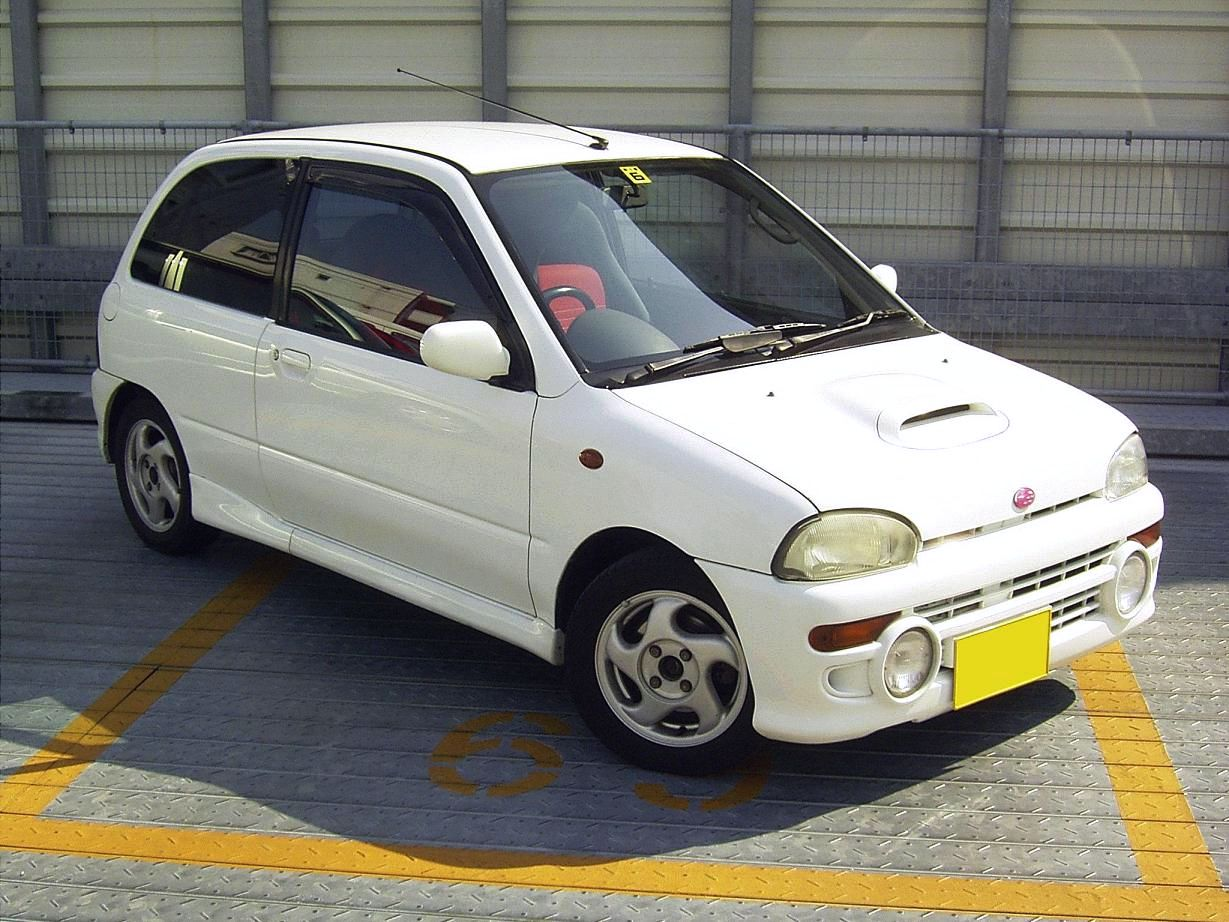
La Vivio 3 porte RX-R 4WD

Essendo una keicar possiede una lunghezza limitata a 3,295 metri, una larghezza pari a 1,395 metri e una altezza di 1,385 metri. La cubatura del motore deve essere limitata a 660 cm³ ed è proprio dalla cilindrata che deriva il nome della vettura infatti “660” scritto in numeri romani equivale a “VI VI O”.
Al debutto il propulsore disponibile era il quattro cilindri 658 cm³ EN07E 16 valvole a iniezione erogante 52 cavalli abbinato al cambio manuale a 5 rapporti oppure 48 cavalli abbinato alla trasmissione automatica CVT affiancato da una versione a carburatore EN07A erogante 42 cavalli e 52 Nm di coppia massima disponibile sia con cambio manuale che CVT solo per la Vivio omologata come veicolo commerciale. Il motore top di gamma era il 658 EN07Z con distribuzione monoalbero e iniezione elettronica multipoint, compressore volumetrico e 8 valvole erogante 64 cavalli e 84 N⋅m di coppia massima a 4400 giro al minuto abbinato al cambio manuale a 5 rapporti o automatico CVT.
Nel marzo 1993 al salone dell'automobile di Ginevra viene presentata la Vivio destinata al mercato europeo.
Nel 1994 debutta in Giappone un leggero restyling sui modelli con motore aspirato dove vengono cambiati i paraurti anteriori e posteriori che presentano una nuova presa d’aria dal design più arrotondato. Internamente si aggiungono le cinture di sicurezza a tre punti. L’anno successivo debutta sui modelli Van commerciali il cambio automatico a tre rapporti con convertitore che sostituisce il CVT. Nel maggio del 1996 tutti i modelli (aspirati e turbo) adottano i nuovi paraurti.
Nel maggio del 1997 debutta il motore 658 EN07X con doppio albero a camme e 16 valvole e turbocompressore volumetrico che eroga sempre 64 cavalli ma più coppia (90 N⋅m a 4000 giri al minuto) ed è accoppiato al nuovo cambio CVT Speed Shift che simula sei rapporti con paddle al volante. Tale motore è inizialmente montato solo sulla Vivio RX-SS limited edition, la variante sportiva abbinato solo alla carrozzeria tre porte con trazione anteriore o integrale. Nel settembre dello stesso anno tale motore viene adottato da tutte le versioni top di gamma (i modelli della serie GX e RX) nella variante che eroga sempre 64 cavalli ma più coppia (106 N⋅m a 3600 giri al minuto) sia con cambio manuale 5 rapporti che automatico CVT e CVT Speed Shift 6 rapporti.
Nel settembre del 1998 termina la produzione sostituita dalla Subaru Pleo.

## Meccanica
Al debutto la Vivio possedeva degli standard di sicurezza per le vetture keicar elevati: la legislazione nipponica prevedeva di garantire nei crash test una deformazione minima della cellula dell’abitacolo fino alla velocità di 30 km/h, la scocca della Vivio era stata progettata per limitate i danni fino a 40 km/h (la stessa omologazione che rispettavano i veicoli normali di dimensioni maggiori) grazie all’utilizzo di acciai alto resistenziali per lo scheletro della carrozzeria. Questo permise di ottenere facilmente l’omologazione anche in Europa,Australia e Nord America dove i crash test erano più severi.
Il telaio della Vivio è specifico e progettato interamente da Subaru e possiede una architettura con il motore in posizione anteriore-trasversale e sospensioni a quattro ruote indipendenti con MacPherson all’avantreno e due bracci oscillanti al retrotreno e la trazione è anteriore oppure l’integrale di tipo part-time inseribile (una versione modificata dello schema Symmetrical AWD delle Impreza e Legacy).
I codici di telaio erano:
- KK3, modelli a trazione anteriore omologate per il trasporto passeggeri
- KK4, trazione anteriore omologate per il trasporto passeggeri
- KW3, trazione anteriore omologate come veicolo commerciale
- KW4, trazione integrale omologate come veicolo commerciale.

Esteticamente la vettura possiede un design della carrozzeria tondeggiante e morbido con fanali ovali e un ampio portellone posteriore per facilitare il carico nel bagagliaio. I modelli giapponesi inoltre possedevano il sedile del guidatore di dimensioni maggiori ed era anche più imbottito con fianchi contenitivi. Sui modelli europei invece i due sedili anteriori erano uguali e anch’essi erano più comodi e imbottiti. Il modello omologato come veicolo commerciale giapponese (telaio KW) aveva dei fanali posteriori leggermente più piccoli e un portellone di conseguenza più grande a differenza dei modelli KK omologati per il trasporto persone. La versione europea invece aveva lo stesso portellone e fanali rimpiccioliti della Van giapponese ma era omologata per il trasporto persone.
Il modello europeo era disponibile dal 1994 solo nella versione aspirata del motore 658 cm³ EN07E 16 valvole a iniezione erogante 44 cavalli e abbinato alla trazione integrale e al cambio manuale a 5 rapporti.